# Rumiñahui
Rumiñahui är ett berg i Ecuador. Det ligger i den centrala delen av landet, 40 km söder om huvudstaden Quito. Toppen på Rumiñahui är 4 721 meter över havet.
Terrängen runt Rumiñahui är kuperad västerut, men österut är den bergig. Runt Rumiñahui är det ganska tätbefolkat, med 52 invånare per kvadratkilometer. Närmaste större samhälle är Machachi, 14,2 km norr om Rumiñahui. Trakten runt Rumiñahui består i huvudsak av gräsmarker.